# Britischer Blues

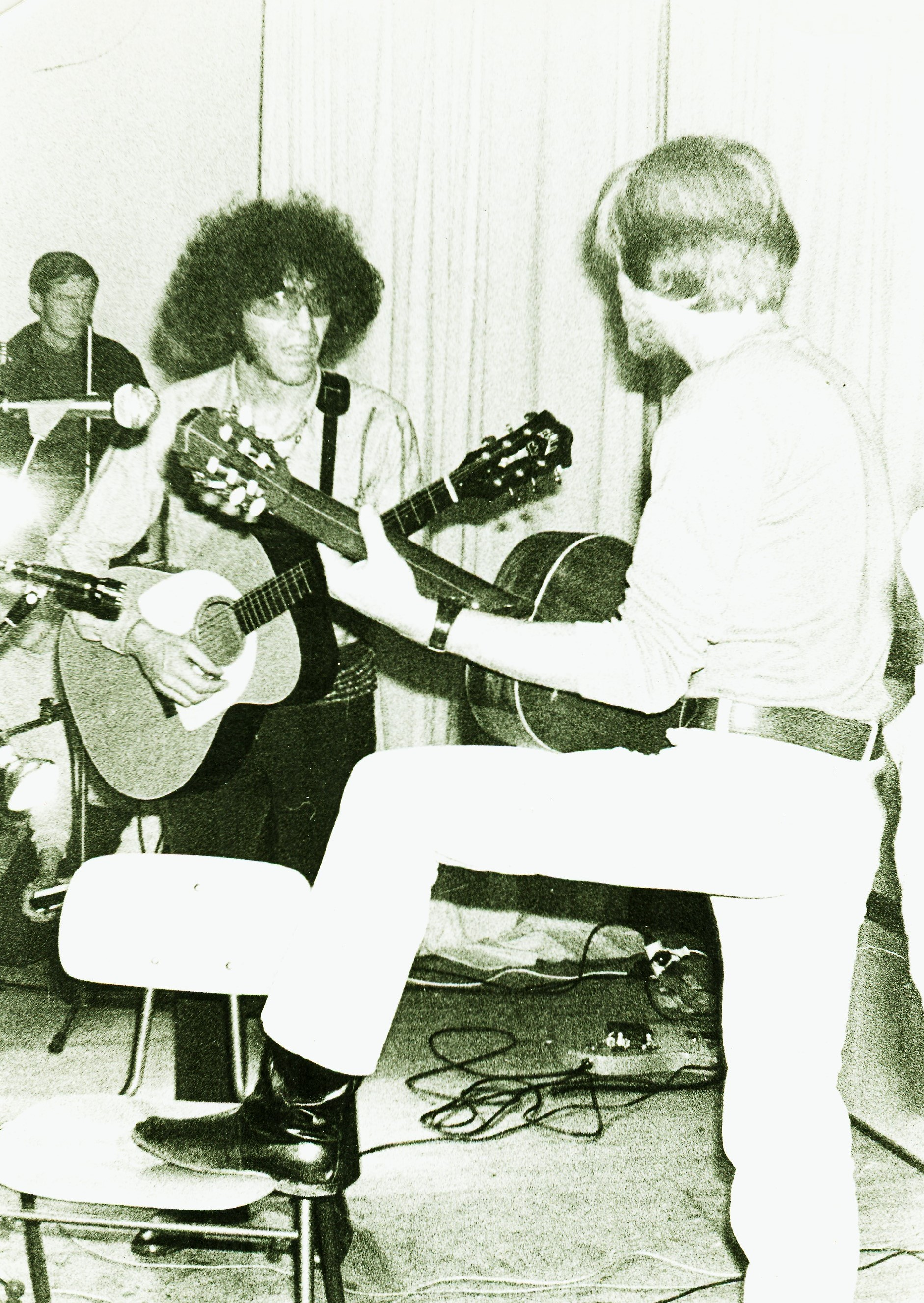
Alexis Korner 1968

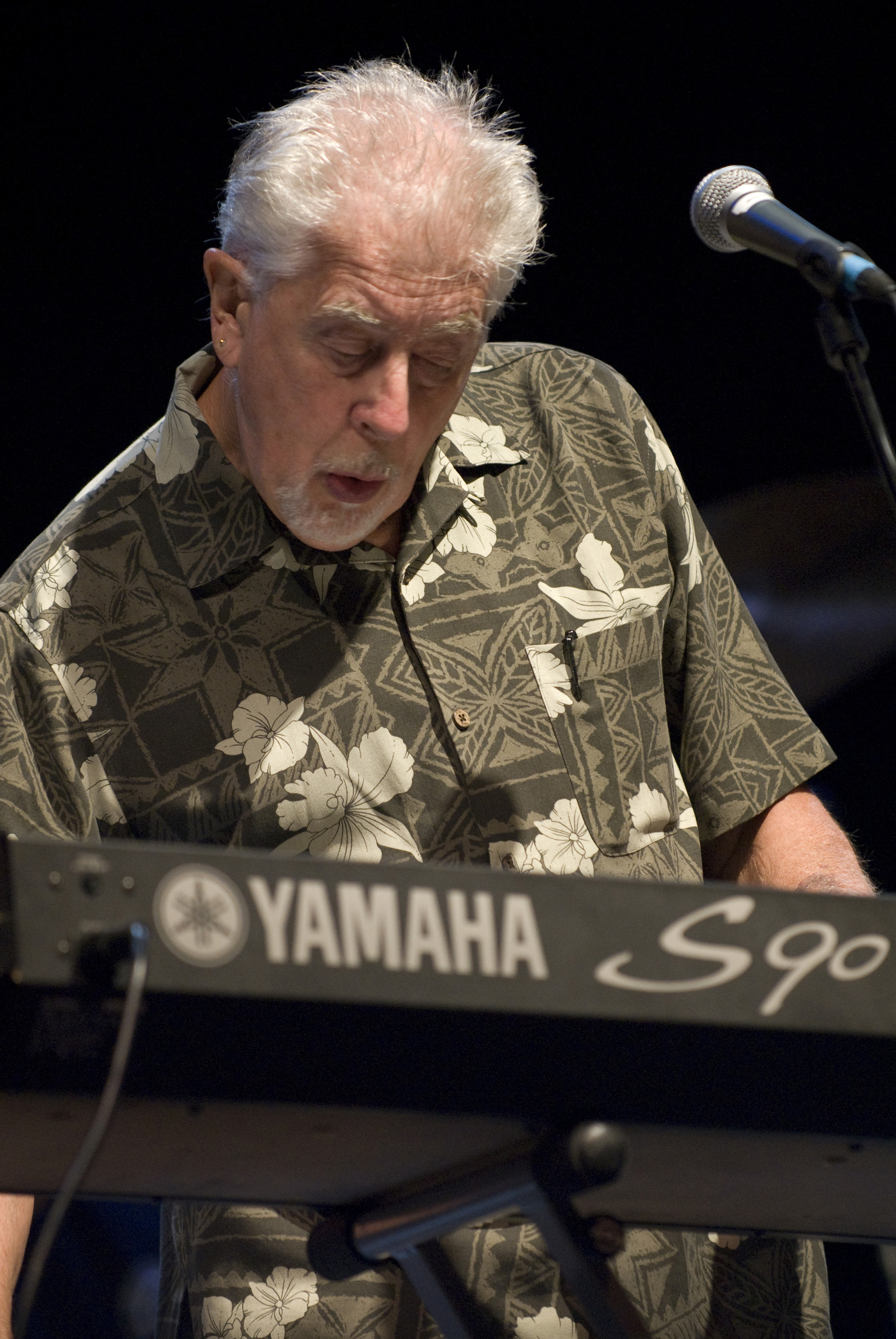
John Mayall 2007

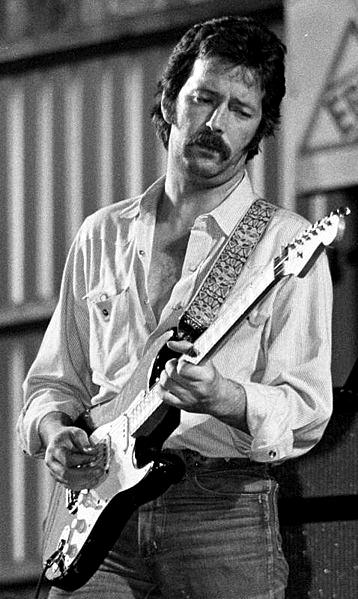
Eric Clapton 1977

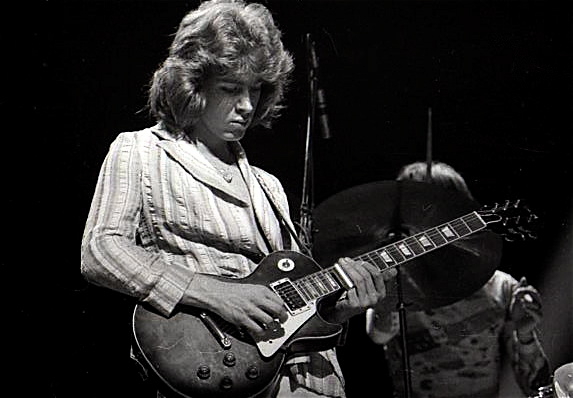
Mick Taylor

Unter britischem Blues versteht man die britische Variante des amerikanischen Blues, die sich Ende der 1950er-Jahre zu entwickeln begann und ihren Höhepunkt Mitte der 1960er-Jahre erreichte. Der britische Blues brachte zahlreiche Stars hervor, so z. B. The Rolling Stones, Eric Clapton, Fleetwood Mac, die Climax Blues Band oder Led Zeppelin.

## Kurze Geschichte
Erste Bluesplatten kamen im Verlauf des Zweiten Weltkriegs durch amerikanische GIs nach Großbritannien. Schon in den 1950er-Jahren war Blues, besonders Ma Rainey und Bessie Smith sowie Boogie-Woogie, bei Jazzfans bekannt und geschätzt. Schon damals erkannten die Plattenfirmen den wachsenden Markt und veröffentlichten, meist auf Decca Records, einem Sublabel von EMI, Blues- und Jazzplatten. Bekannt wurde Blues auch durch die Skifflemusik Ende der 1950er. Lonnie Donegan coverte Bluesnummern von Leadbelly. Als der Skiffle-Boom zurückging, wendeten sich viele Musiker dieser Stilrichtung dem reinen Blues zu. Zu diesen Musikern zählten Cyril Davies und Alexis Korner, die bei Chris Barber spielten. Davis gehörte der London Skiffle Club at the Roundhouse Public House. Hier traten die ersten amerikanischen Bluesmusiker auf, wie z. B. Big Bill Broonzy. Nach diesen musikalischen Erfahrungen beschlossen die beiden, den Club zu schließen und ihn einen Monat später als „The London Blues and Barrelhouse Club“ wieder zu eröffnen. Bisher war der British Blues vom akustischen Countryblues beeinflusst, was sich aber nach dem Auftritt von Muddy Waters 1958 änderte. Davis und Korner steckten ihre Instrumente an und gründeten Blues Incorporated.
Bei Blues Incorporated begann die spätere Creme der englischen Musikszene, es war bei Blues Inc. üblich, dass jeder der wollte bei den Auftritten einsteigen konnte. Bei Blues Inc. spielten von den Rolling Stones Mick Jagger, Charlie Watts und Brian Jones, die späteren Mitglieder von Cream Jack Bruce und Ginger Baker sowie Graham Bond und Long John Baldry. Wenn man diese Liste von Musikern betrachtet, wird Korners "Titel" Vater des britischen Blues verständlich. Die Band übersiedelte später in den Marquee Club und nahm im Juni 1962 das erste britische Bluesalbum R&B from the Marquee mit Nummern von Muddy Waters, Jimmy Witherspoon und Leroy Carr auf, das allerdings nicht im Marquee, sondern in den Decca-Studios im Londoner Stadtteil West Hampstead eingespielt wurde. Am Jahresanfang 1963 verließ Cyril Davis Blues Inc. und gründete seine eigene Band, die mehr in Richtung Jazz tendierte (Cyril Davis All Stars). Die Tradition des elektrischen Blues führten dann Bands wie The Rolling Stones, The Yardbirds, The Animals, Fleetwood Mac, Cream u. a. fort. Diesen gelang auch der Durchbruch in den Mainstreammarkt.
Der akustische Blues führte im Gefolge des großen Bluesbooms in den 1960ern ein Schattendasein und konnte nie kommerziell so erfolgreich werden wie die elektrischen Gruppen. Die bedeutendste Persönlichkeit des britischen Blues in den 1960ern war John Mayall, dessen Band The Bluesbreakers die wichtigsten englischen Musiker versammelte (Eric Clapton, Mick Taylor, Aynsley Dunbar, Jack Bruce, Mick Fleetwood, John McVie und Peter Green). Obwohl die Bluesmusik in den späten 1960ern hinter Bluesrock und Heavy Metal, zwei Stilrichtungen, die sich aus dem British Blues entwickelten, verschwand, blieb sie doch am Leben, da viele amerikanische Bluesmusiker regelmäßig nach Großbritannien kamen. Mitte der 1980er
bekam Blues wieder einen größeren Stellenwert, ausgelöst wurde der zweite Bluesboom durch The Blues Band, einer Gruppe, die aus vielen ehemaligen Musikern von Manfred Mann bestand (Paul Jones, Tom McGuinness, Hughie Flint und Gary Fletcher). Der akustische Blues wurde von den Geschwistern Dave Kelly und Jo Ann Kelly hochgehalten. Dave war später auch Teil der Blues Band. Der Bluesboom führte auch zur Entstehung von Bluesfestivals im ganzen Land.

## Zitate
- Es waren die Kids, die sie ermutigten und inspirierten, die ausschwärmten und die Revolution gewannen.[3]
- Der Blues ist das Gesündeste in der britischen Popmusik.[4]
- Sie schätzen den Blues weit mehr als amerikanische Kids. John Lee Hooker[5]

## Liste britischer Bluesmusiker

### Einzelpersonen
- Ian A. Anderson
- Miller Anderson
- Ginger Baker
- Long John Baldry
- Jeff Beck
- Duster Bennett
- Graham Bond
- Jack Bruce
- Eric Burdon
- Chas Chandler
- Wild Billy Childish
- Eric Clapton
- Colin Cooper
- Mike Cooper
- Cyril Davies
- Ray Dorset
- Aynsley Dunbar
- Andy Fraser
- David Gilmour
- Davey Graham
- Peter Green
- Keef Hartley
- Peter Haycock
- Mick Jagger
- Paul Jones
- Wizz Jones
- Jo Ann Kelly
- Dave Kelly
- John Kirkbride
- Simon Kirke
- Danny Kirwan
- Alexis Korner
- Paul Kossoff
- Alvin Lee
- Carlo Little
- Aynsley Lister
- Steve Marriott
- John Mayall
- Tony McPhee
- Mitch Mitchell
- Gary Moore
- Billy Nicholls
- Jimmy Page
- Duffy Power
- Alan Price
- Noel Redding
- Keith Relf
- Keith Richards
- Paul Rodgers
- Todd Sharpville
- Jeremy Spencer
- Rod Stewart
- Mick Taylor
- Top Topham
- Snowy White
- Van Morrison

### Bands
- The Animals
- Aynsley Dunbar Retaliation
- Black Cat Bones
- Blue Blood
- The Blues Band
- Bluesbreakers
- Blues Incorporated
- Bluesology
- Chicken Shack
- Climax Blues Band
- Cream
- Dharma Blues
- Dr. Feelgood
- Aynsley Dunbar Retaliation
- The Faces
- Fleetwood Mac (in den 1960ern)
- Foghat
- Free
- The Groundhogs
- The Hamsters
- Humble Pie
- Jeff Beck Group
- John Dummer Band
- John Mayall & the Bluesbreakers
- Juicy Lucy
- Keef Hartley Band
- Led Zeppelin
- Love Sculpture
- Manfred Mann
- Medicine Head
- The Poets
- The Pretty Things
- The Rolling Stones
- Savoy Brown
- The Small Faces
- The Spencer Davis Group
- Steamhammer
- The Steampacket
- Taste
- Ten Years After
- Them
- The Yardbirds